# وليام هوتفيل
وليام هوتفيل (تقريبًا 1027 - 1080) كان أحد أصغر أبناء تانكريد هوتفيل من زوجته الثانية فريسيندا. غادر النورماندي نحو 1053 مع أخيه غير الشقيق الأكبر جيفري وشقيقه ماوجر.